# Willie May
William Lee May, detto Willie (Knoxville, 11 novembre 1936 – 28 marzo 2012), è stato un ostacolista statunitense.

## Palmarès
| Anno | Manifestazione  | Sede | Evento   | Risultato | Prestazione | Note |
| ---- | --------------- | ---- | -------- | --------- | ----------- | ---- |
| 1960 | Giochi olimpici | Roma | 110 m hs | Argento   | 13"8        |      |